# كارول هيلينبراند
كارول هيلينبراند (بالإنجليزية: Carole Hillenbrand)‏ هي بروفيسورة في التاريخ الإسلامي في جامعة إدنبرة. تشغل حاليا منصب نائبة رئيس الجمعية البريطانية لدراسات الشرق الأوسط (برسمس) وهي عضو في مجلس مساعدة الأكاديميين اللاجئين.
حصلت على رتبة الإمبراطورية البريطانية عام 2009م. تجيد العربية والفارسية والتركية والفرنسية واللاتينية والألمانية بالإضافة إلى لغتها الأم الإنكليزية.

## وصلات خارجية
- الحروب الصليبية من منظور إسلامي تأليف: كارول هيلينبراند - عمار فاضل عباس - البيان